# Operculum (mollusken)

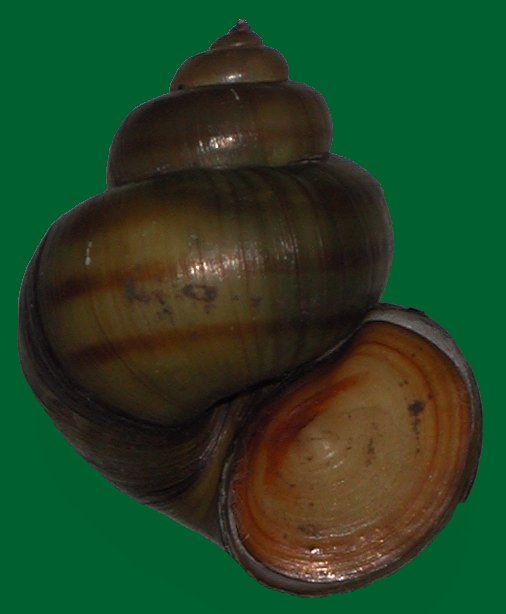
Slakkenhuis van Viviparus contectus met het hoornachtig concentrisch opgebouwd operculum in de mondopening

Het operculum (meervoud: operculums of opercula) is een 'dekseltje' waarmee bij bepaalde groepen slakkensoorten de mondopening van de schelp kan worden afgesloten als het dier zich daarin teruggetrokken heeft. Het wordt bij veel mariene, en een deel van de land- en zoetwatersoorten aangetroffen.
De functie van het operculum is te voorkomen dat de weke delen van het dier uitdrogen als de plaats waar het dier leeft droogvalt. Een tweede functie bestaat uit bescherming tegen predatie.
Het operculum kan net als de schelp bestaan uit calciumcarbonaat en conchyoline of een van beide. Daarbij kan de calciumcarbonaat zowel in calcitische als in aragonitische kristalvorm voorkomen. Een combinatie van beide kristalvormen komt ook voor. De schelp en het operculum bestaan vaak niet uit hetzelfde materiaal. Dat is duidelijk het geval bij soorten waarvan de altijd uit calciumcarbonaat opgebouwde schelp een hoornachtig operculum heeft maar het komt ook veel voor dat soorten met een voornamelijk uit aragonitische kalk opgebouwde schelp een calcitisch operculum hebben.
Hoewel het ook wel bij andere slakkengroepen voorkomt is de operculum voornamelijk aanwezig bij de prosobranchia. Bij de dieren uit deze klasse zit de operculum vastgegroeid aan het lichaam van het dier, is dus niet op één of andere wijze direct bevestigd aan de schelp en wordt gedurende het hele leven gebruikt. De groei van het operculum gaat gelijk op met de groei van de mondopening van het slakkenhuis.
Bij veel soorten waarbij het gevaar voor uitdroging niet speelt is het operculum in grootte afgenomen waardoor het niet meer de hele mondopening afsluit. Bij een aantal groepen is het operculum in de loop van de evolutie geheel verdwenen. Dat is onder andere het geval bij napvormige soorten zoals de Sleutelgathoren en het Chinees hoedje of bij soorten met een zeer grote (Zeeoren) of juist zeer kleine mondopening (Cypraeidae). Ook bij drijvende soorten (Janthina fragilis) en parasitair levende soorten is het operculum afwezig. In een aantal gevallen heeft het operculum een andere functie gekregen, zo wordt het soms gebruikt bij de voortbeweging (Strombidae, Xenophoridae).

## Bouw
Afhankelijk van de vorm van de mondopening van het slakkenhuis zijn operculums rond tot min of meer ovaal van vorm. De opbouw en het bouwplan van een operculum is specifiek voor een groep van soorten, vaak op geslachtsniveau of hoger. Soorten uit eenzelfde geslacht of familie hebben dus een operculum dat op onderdelen verschillend is maar uit dezelfde substantie is gemaakt en hetzelfde bouwplan heeft.

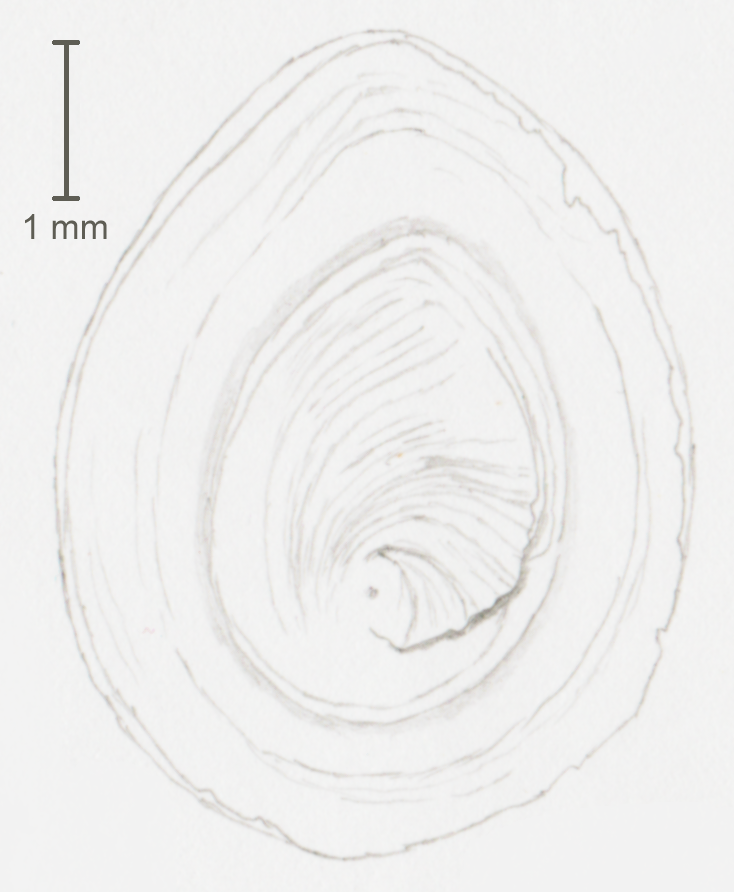
Operculum van Parafossarulus crassitesta: paucispirale en daaromheen concentrische groeilijnen; nucleus onduidelijk

Er worden drie bouwplannen onderscheiden die ook gecombineerd kunnen voorkomen:
- Multispiraal: het operculum bestaat uit een groot aantal bijna niet in grootte toenemende en daardoor dicht op elkaar staande windingen, het operculum is vaak cirkelvormig.
- Paucispiraal: het operculum bestaat uit een gering aantal snel in grootte toenemende windingen, het operculum is vaak min of meer ovaal.
- Concentrisch: de groei vindt alzijdig plaats waardoor geen spiraal ontstaat maar rondom een kern (de nucleus) overal groei plaatsvindt. Als de groei overal min of meer gelijkmatig dan ontstaat een cirkelvormige of rond-ovale vorm, is dat niet het geval dan ontstaan verschillende sterk asymmetrische vormen.

Meestal vindt de groei voornamelijk in twee dimensies plaats en neemt de dikte naar verhouding slechts weinig (of geheel niet) toe. Neemt de dikte wel toe dan vindt dat meestal alleen aan de binnenzijde plaats.
Bij veel groepen komen combinaties van deze groeiwijzen voor. Daarbij begint de groei altijd spiraalsgewijs en wordt later concentrisch verder gegroeid. Als bij de spiraalbouw multi- en paucispiraal beide in het operculum voorkomen dan wordt met multispirale opbouw begonnen om daarna over te gaan op paucispiraal. In dergelijke gevallen is de multispirale opbouw vaak alleen in de nucleus aanwezig. Vaak is dat niet meer zichtbaar omdat het oudste deel aan corrosie onderhevig is of overgroeid is met latere kalkafzetting. Voorbeelden van concentrische opbouw zijn te vinden bij de Wulken en de Viviparidae. Pluimdragers hebben een multispiraal operculum terwijl bij de Diepslakken in veel gevallen combinaties voorkomen. Bij deze groep bestaat het operculum uit calciet, terwijl die van de Wulk, de Moerasslakken en de Vijverpluimdragers uit conchyoline bestaan. Van de Diepsslakken heeft de Grote diepslak een paucispirale nucleus met daaromheen concentrische groeilijnen terwijl Parafossarulus crassitesta een multispirale nucleus heeft met daaromheen een paucispiraal gedeelte wat vervolgens door een concentrisch gedeelte wordt omzoomd. Het multispirale deel beperkt zich daarbij altijd tot de nucleus en de beide andere groeiwijzen hebben per individu verschillende verhouding tot elkaar. Bij sommige volwassen dieren is het grootste deel van het operculum paucispiraal en beperkt het concentrische gedeelte zich tot de laatste groeilijnen aan de rand, bij andere dieren kunnen beide de helft van het operculum beslaan.
Onder andere bij de Turbinidae vindt een grote diktegroei plaats. Het operculum bestaat bij deze groep voornamelijk uit aragoniet, heeft vaak soortspecifieke kleuren en is alleen aan de binnenzijde lensvormig verdikt, de buitenzijde blijft geheel plat.
Overigens is bij veel soorten de groeiwijze alleen aan de buitenzijde zichtbaar: de binnenzijde is vaak bedekt met een min of meer egale amorfo laag. Het oppervlak van de binnenzijde is soms korrelig, soms glad, soms sterk glanzend en soms op andere wijze 'versierd'. Dit is zowel bij hoornige als bij kalkige operculums het geval. Het is ook deze laag die onder andere bij de Turbinidae zo sterk naar binnen verdikt is.
In sommige groepen slakken is het operculum voorzien van uitsteeksels. Deze uitsteeksels dienen veelal voor het op de juiste plaats houden van het operculum als de schelp ermee afgesloten wordt. Zo zijn de aragonitische meestal paucispirale operculums bij veel soorten Neritidae aan de binnenkant voorzien van één of meer van dergelijke uitsteeksels, apofysen genoemd.
Van operculums met spiraalgroei reflecteert de draairichting die van de schelp van de soort: bij soorten met een rechtsgewonden schelp is de draairichting van het operculum eveneens rechtsgewonden, linksgewonden schelpen hebben een linksgewonden operculum. Bij soorten waarbij de schelpen in een plat vlak gewonden zijn kan op grond van de draairichting van het operculum uitgemaakt worden of het een rechts- dan wel linksgewonden soort betreft.

## Andere afsluitapparaten van slakkenhuizen

### Epifragma
Bepaalde landslakken die geen operculum hebben, kunnen om een droge periode door te komen het huis tijdelijk afsluiten met een van slijm gemaakt verhard vlies. Bij sommige soorten kan dit vlies zo dik en stevig zijn dat het op een operculum gaat lijken. Dergelijke deksels worden epifragma genoemd. Een epifragma zit niet als een operculum vastgegroeid aan het dier zelf (evenmin aan de schelp) en wordt slechts eenmalig gebruikt. Vaak wordt het na het afwerpen opgegeten.

### Clausilium
De Clausiliacea, een groep van voornamelijk linksgewonden landslakken, heeft een sluitapparaat dat is ontstaan uit plooiingen langs de spil van de schelp. Dit wordt clausilium genoemd. Het clausilium zit met een buigzame steel vast aan de spil en het geheel is van kalk met dezelfde kristalstructuur (aragoniet) als de schelp zelf.

## Fotogalerij

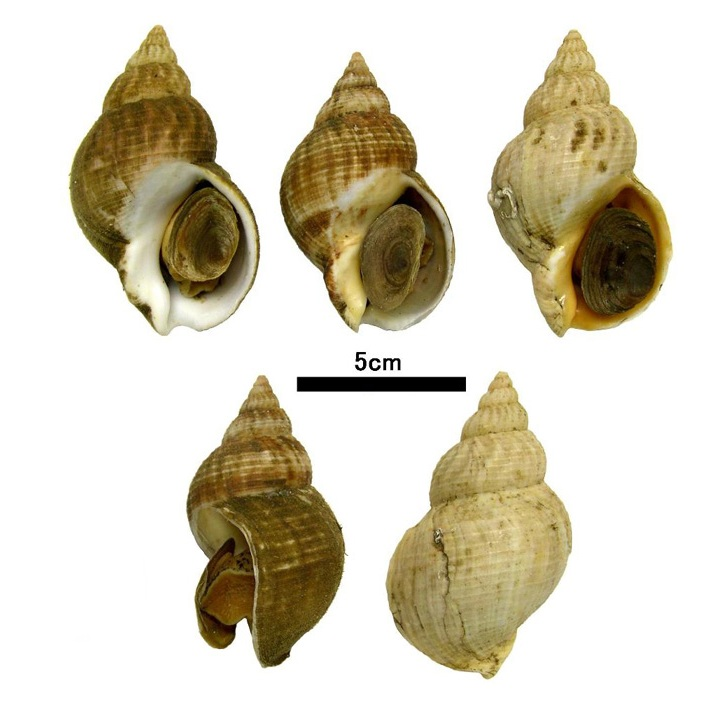
Wulken (Buccinum undatum) met hoornachtig concentrisch opgebouwd operculum
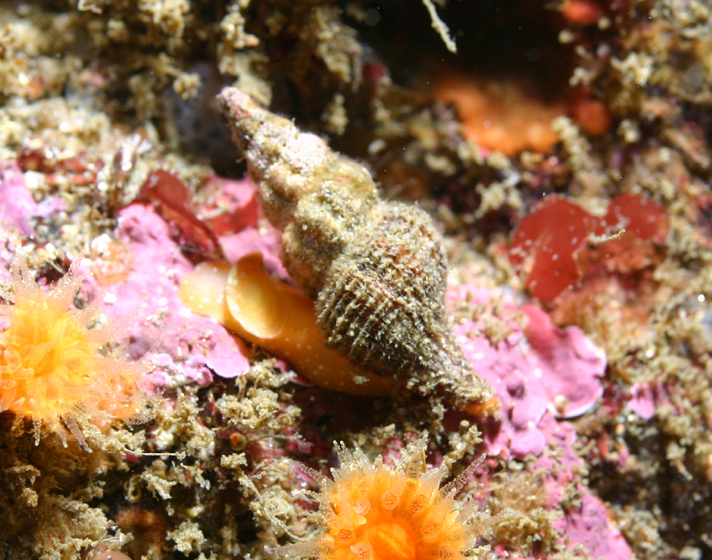
Fusinus monksae, een tropische mariene soort; merk op: het operculum wordt achter boven op het lichaam gedragen
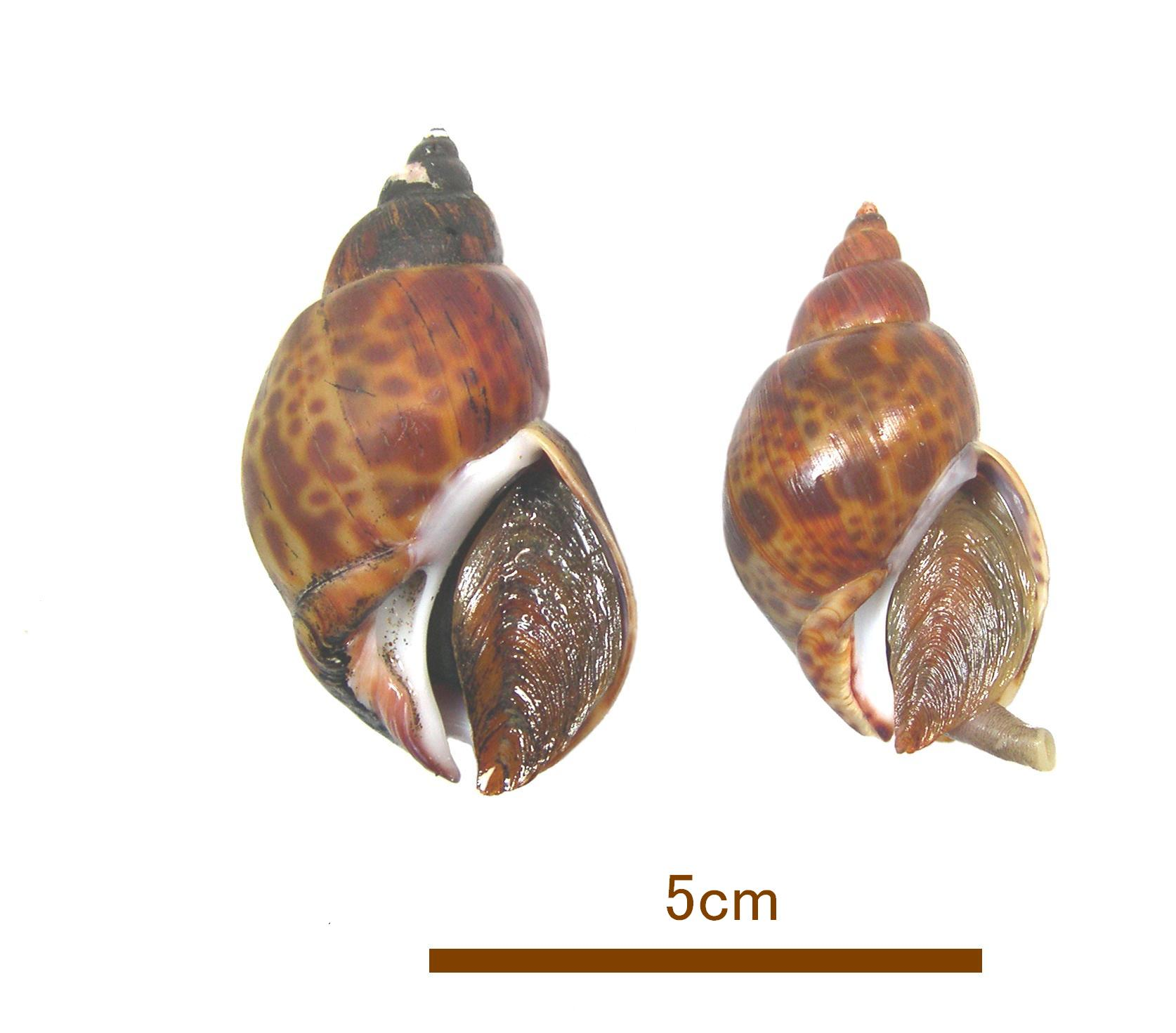
Babylonia japonica, een mariene slakkensoort met een hoornachtig asymmetrisch concentrisch opgebouwd operculum
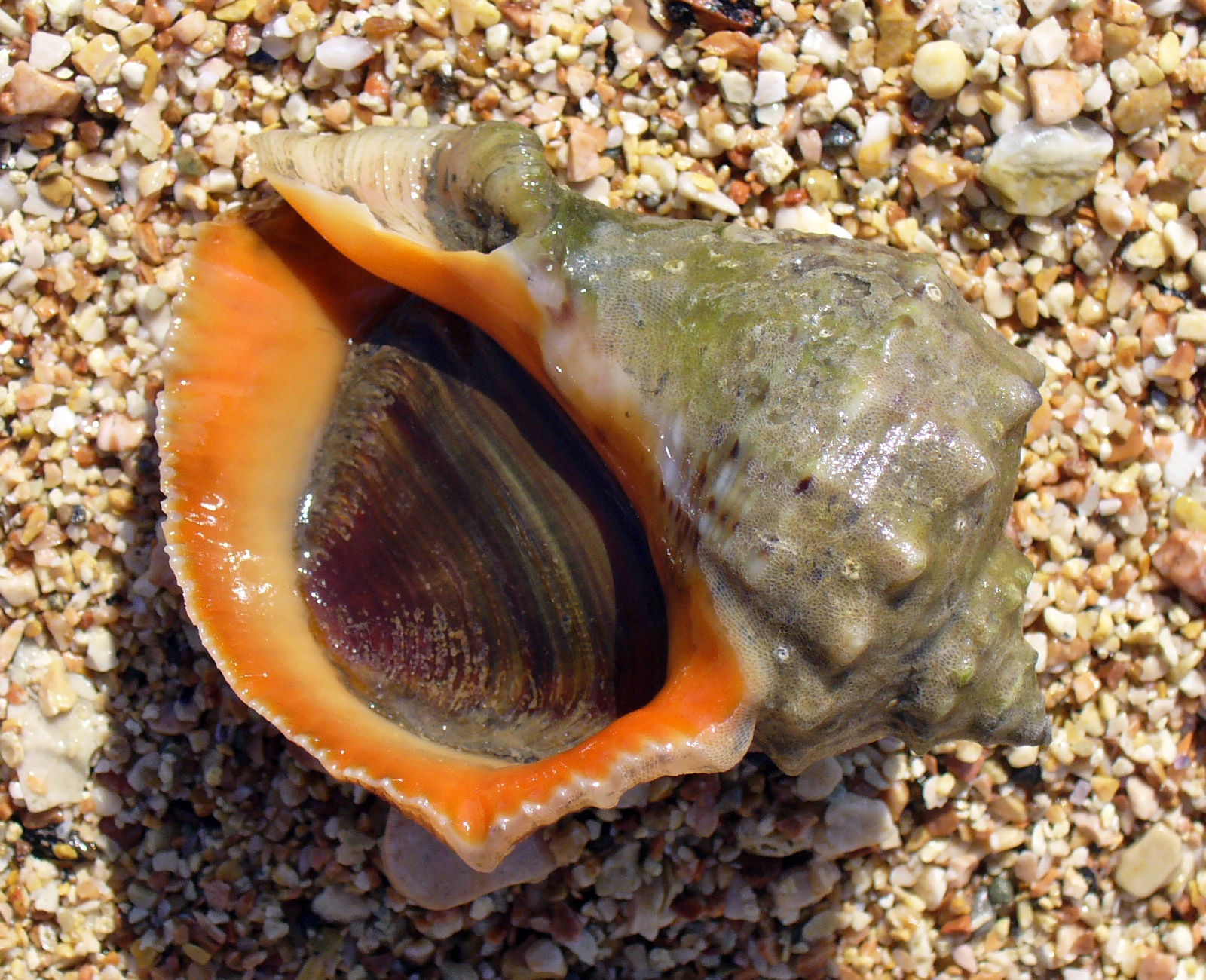
Rapana venosa, een mariene slakkensoort met een hoornachtig asymmetrisch concentrisch opgebouwd operculum
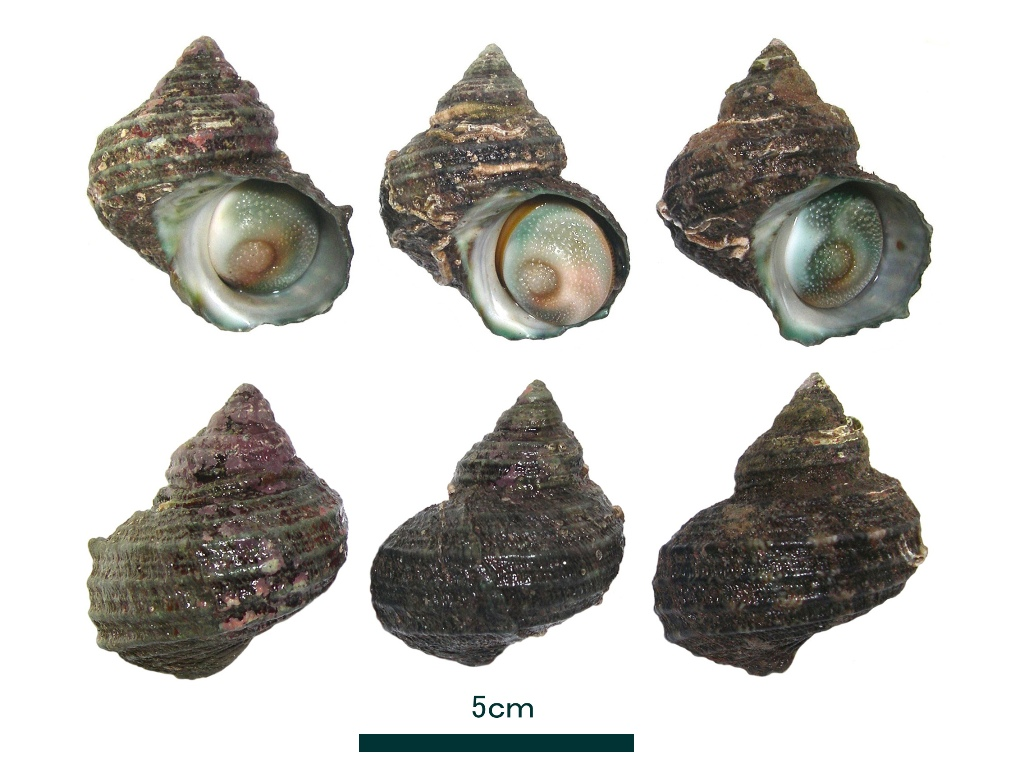
Turbo chinensis, een mariene slakkensoort met een kalkig operculum
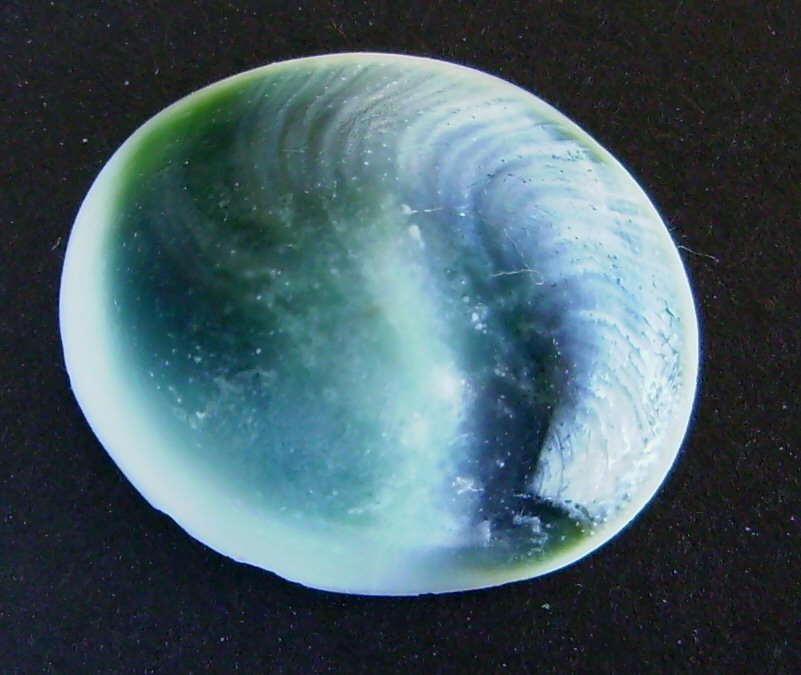
Kalkig operculum van Turbo smaragdus, een mariene soort
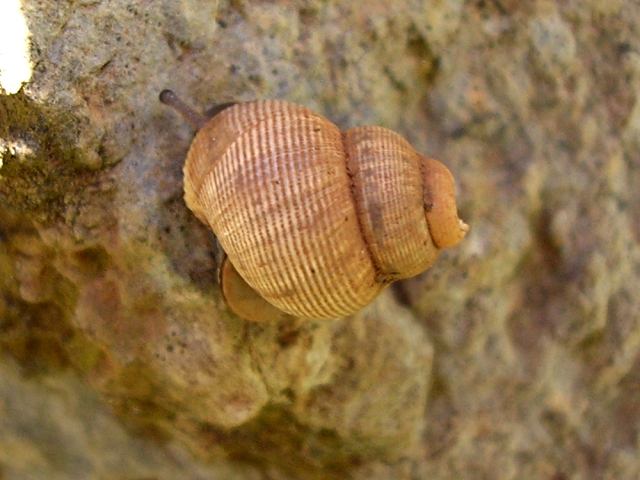
Pomatias elegans, landslakkensoort; kalkig operculum met multispirale opbouw (hier slechts gedeeltelijk zichtbaar)